# Kalwaria w Bańskiej Szczawnicy

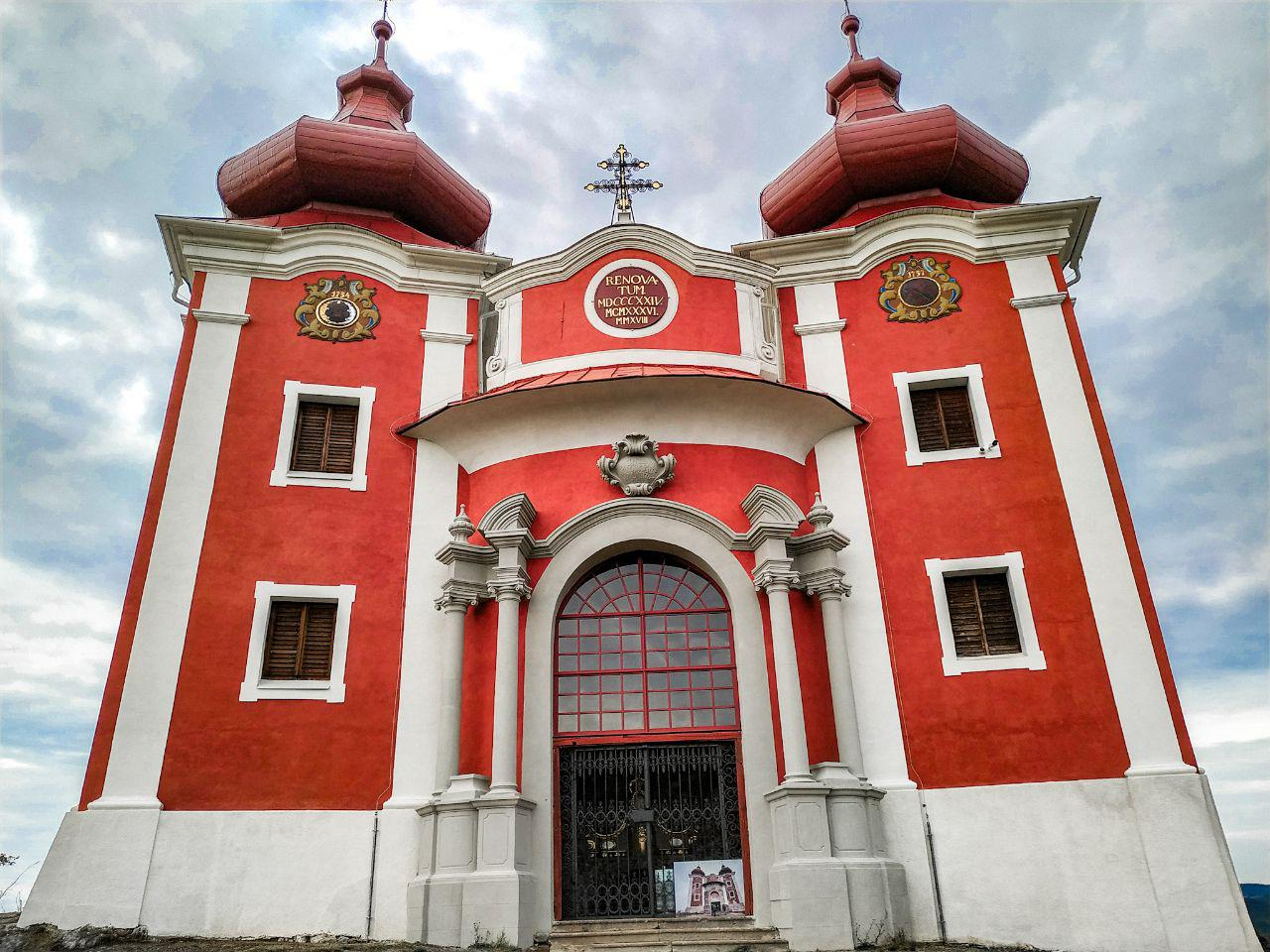
Kalwaria w Bańskiej Szczawnicy - górny kościół

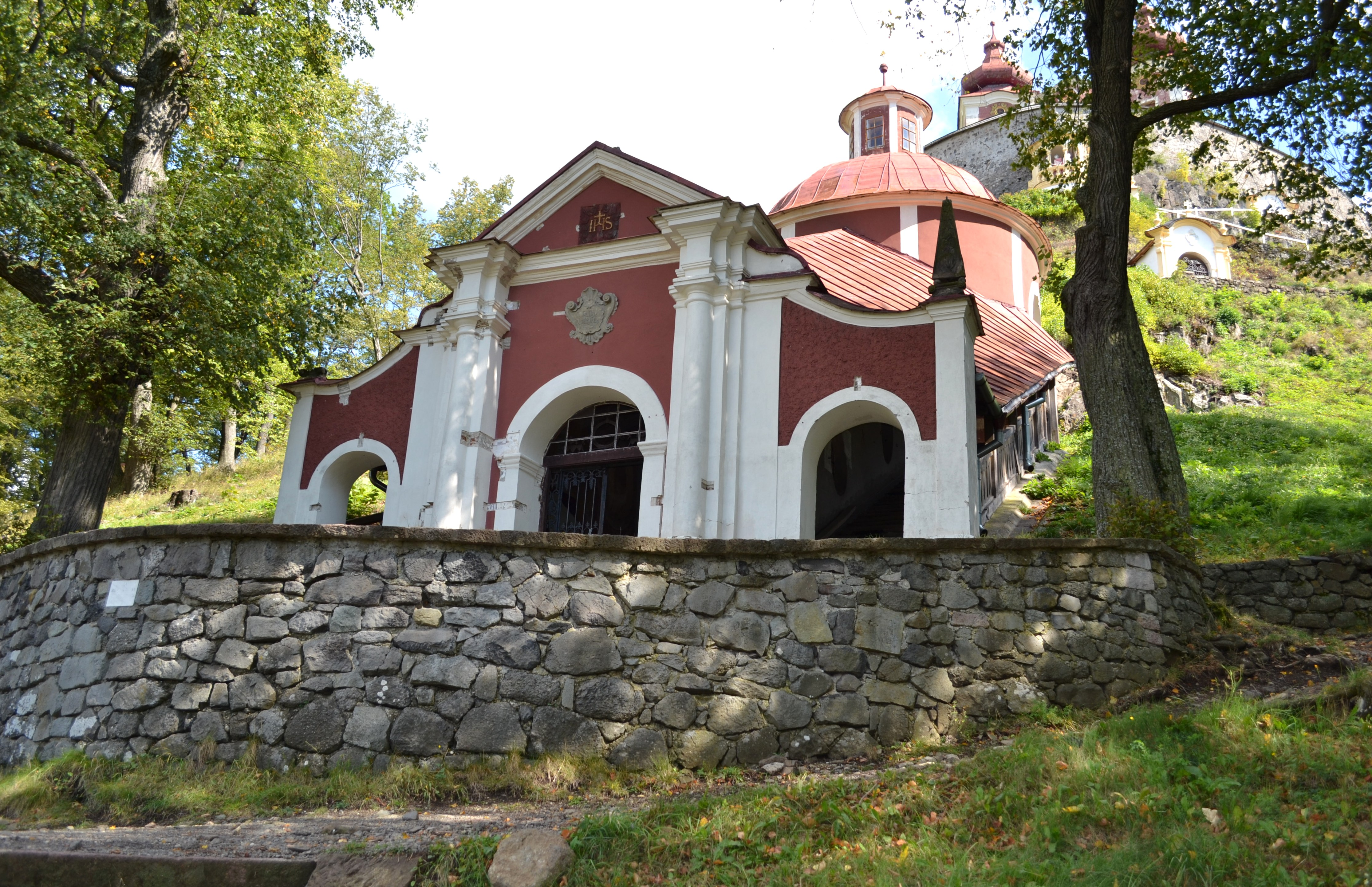
Kalwaria w Bańskiej Szczawnicy - kaplica Świętych Schodów (tzw. środkowy kościół)

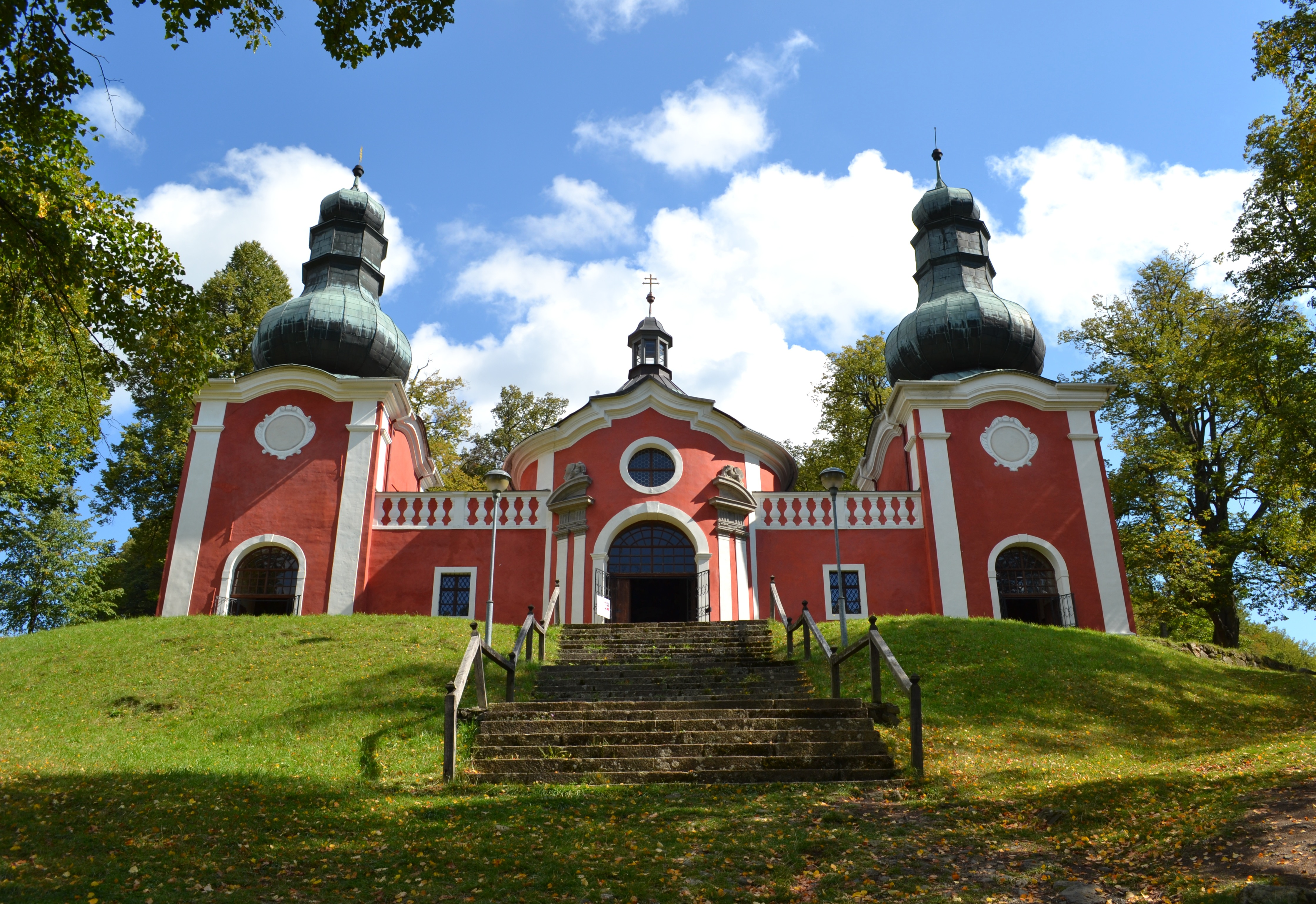
Kalwaria w Bańskiej Szczawnicy - dolny kościół

Kalwaria w Bańskiej Szczawnicy (słow. Kalvária v Banskej Štiavnicy) – zespół budowli sakralnych przedstawiających Mękę Jezusa Chrystusa, wybudowany w latach 1744-1751 w Bańskiej Szczawnicy na Słowacji. Kalwaria w Bańskiej Szczawnicy uważana za jedną z najpiękniejszych kalwarii w Europie. W roku 1993 wpisana na listę światowego dziedzictwa UNESCO jako część Bańskiej Szczawnicy. Chroniona na Słowacji jako zabytek pod numerem 602-2489/1.

## Położenie
Kalwaria położona jest na północny wschód od centrum starego miasta Bańskiej Szczawnicy, na zachodnim stoku wysokiego wzgórza Scharfenberg (słow. Ostrý vrch - Ostra Góra; 749 m n.p.m.). Tzw. górny kościół znajduje się na samym szczycie wzgórza. Całość, wkomponowana w otaczającą zieleń, stanowi jeden z cenniejszych elementów krajobrazu miasta.

## Historia
Inicjatorem budowy kalwarii w Bańskiej Szczawnicy był jezuita František Perger. 13 marca 1744 gmina podjęła decyzję o przeznaczeniu na ten cel 300 złotych. W maju tego samego roku Perger zwrócił się do arcybiskupa Ostrzyhomia, Emeryka Esterházego, o zatwierdzenie projektu kalwarii. W sierpniu 1744 projekt przyjęto, a Perger rozpoczął zbieranie funduszy na budowę. 14 września 1745 biskup Michał Frivais poświęcił tzw. Kościół Górny. Poświęcenie całej kalwarii miało miejsce 13 września 1751. Autorstwo rzeźb i płaskorzeźb kalwarii przypisuje się warsztatowi Dionizego Stanettiego (1710-1767).
Pod koniec XIX wieku część kaplic została wyremontowana, prace wykonali architekt Viliam Groszmann i rzeźbiarz Józef Kraus z Bańskiej Szczawnicy. 
W czasie II wojny światowej kalwaria mocno ucierpiała. Po wojnie, w 1951 r., została znacjonalizowana, od tego czasu ruch pielgrzymkowy został ograniczony, a kalwaria niszczała. W latach 1978-1981 przeprowadzono prace remontowo-konserwatorskie podczas których m.in. przeniesiono w nowe miejsce trzy dolne kaplice.
Pod koniec XX wieku część rzeźb i elementów wystroju zostało rozkradzionych. Od roku 2004 ocalałe rzeźby i płaskorzeźby stopniowo przenoszono do Słowackiego Muzeum Górnictwa w Starym Zamku, gdzie zorganizowano ich wystawę. W 2007 r. bańskoszczawnicka kalwaria trafiła na listę "100 najbardziej zagrożonych zabytków na świecie". W 2008 r. powstało społeczne stowarzyszenie pod nazwą Kalvársky fond, dzięki któremu na terenie kalwarii rozpoczęto kompleksowe prace remontowe, zakończone w 2020 r.
Aktualnie kalwaria pełni ponownie swoje funkcje religijne. Msze św. odbywają się co roku 6 sierpnia (Święto Przemienienia Pańskiego) i 14 września (Święto podwyższenia Krzyża Świętego). W okresie Wielkiego Postu odbywają się procesje Drogi Krzyżowej. Obiekty można odwiedzać cały rok, a w dolnym kościele urządzona jest niewielka ekspozycja. Rocznie odwiedza kalwarię ok. 90 tys. osób.

## Opis
W skład zespołu wchodzą trzy kościoły, dziewiętnaście kaplic, rzeźba Chrystusa Ukrzyżowanego oraz rzeźba Matki Bożej Bolesnej. Całość utrzymana w stylu barokowym. Główną oś zespołu tworzą (licząc od dołu): dolny kościół, kaplica Świętych Schodów (środkowy kościół) oraz górny kościół, a po obu stronach rozmieszczonych jest po siedem kaplic ze stacjami Drogi Krzyżowej. W środkowym kościele godne uwagi freski autorstwa A. Schmidta. Większość obiektów powstała z darowizn rodzin bogatych bańskoszczawnickich przedsiębiorców i okolicznej szlachty, których herby widoczne są na budowlach. Wśród nich był także książę Franciszek I Lotaryński, małżonek cesarzowej Marii Teresy, który w 1751 r. odwiedził miasto.